# Emil Vind

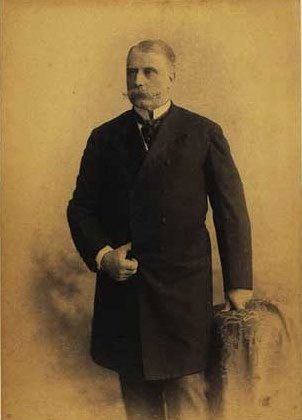

Carl Rudolph Emil Vind, född den 12 januari 1829 i Odense, död den 26 juli 1906, var en dansk diplomat och godsägare till Bækkeskov.
Emil Vind var son till kammarherre Christian Andreas Vind till Sanderumgård och Bækkeskov (1794–1869) och Anna Sophie Elisabeth, född Hoppe (1803–1882). Efter att ha studerat på Sorø Akademi och där tagit studentexamen 1848 och året efter filosofikum började Vind förbereda sig till statsvetenskaplig examen, som han underkastade sig  1854, varefter han samma år inträdde som volontär i Udenrigsministeriet. 
1857 blev Vind efter en längre utlandsresa legationssekreterare vid den kungliga beskickningen i Frankfurt, en befattning han fyra år senare bytte ut mot legationssekreterarposten i Sankt Petersburg, där han förblev i över 22 år, de första sju åren i egenskap av sekreterare och från januari 1868 som extra ordinarie gesandt och befullmäktigad minister.
Som erkänsla av hans verksamhet blev Vind 1866 kammarherre, 1873 kommendør av Dannebrog av andra graden,  1876 av första graden och slutligen Storkors 1883, året innan han förflyttades till den ännu viktigare gesandtposten i Berlin, som han innehade ända till sitt utträde ur statens tjänst år 1902, vid vilket tillfälle han utnämndes till gehejmekonferensråd. Vind blev 1901 tillika ackrediterad som gesandt vid de mecklenburgska hoven och utförde dessutom flera särskilda missioner till tyska furstar.